# ベンジャミン・キーン

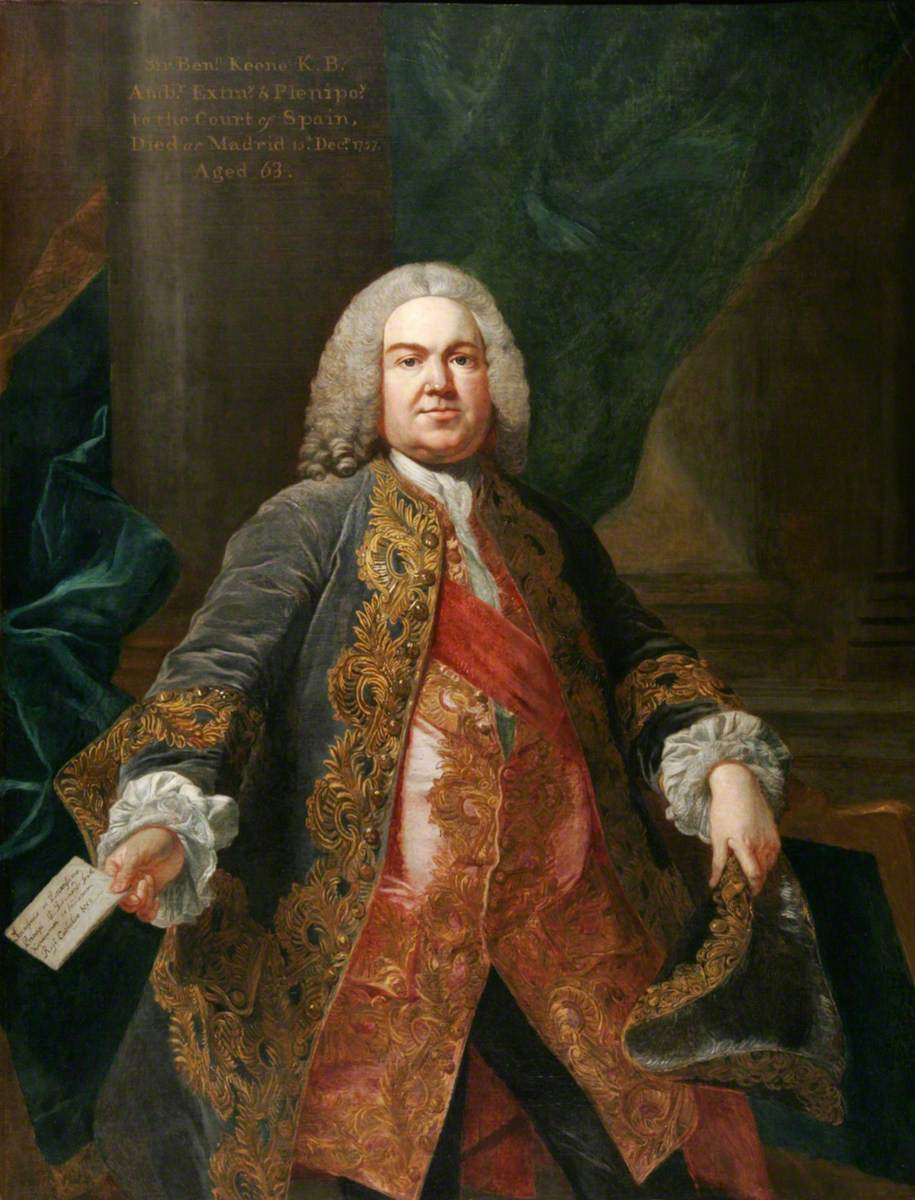
サー・ベンジャミン・キーンの肖像画。原作ルイ＝ミシェル・ヴァン・ロー。

サー・ベンジャミン・キーン（英語: Sir Benjamin Keene KB FRS、1697年 – 1757年12月15日）は、グレートブリテン王国の外交官、政治家。スペイン駐在全権公使を長年（1727年 – 1739年、1749年 – 1757年）務めたことで知られる。このほか、庶民院議員（在任：1740年 – 1747年）、下級商務卿（在任：1741年 – 1744年）、年金支払長官（在任：1745年）、在リスボン公使（在任：1745年 – 1750年）を歴任した。

## 生涯
チャールズ・キーン（Charles Keene）と妻スーザン（Susan、1753年没、旧姓ロルフ（Rolfe）、エドマンド・ロルフの娘）の長男として、1697年に生まれた。キングズ・リンのグラマースクールで教育を受けた後、1713年4月8日にケンブリッジ大学ペンブルック・カレッジに入学、1718年にLL.B.の学位を修得した。
母方の祖父が首相ロバート・ウォルポールのキングス・リンにおける選挙代理人を務めたというコネにより、ウォルポールの後援を受けて1723年に南海会社の代理人に任命され、マドリードに派遣された。以降1739年まで南海会社の代理人を務め、1724年には在マドリードイギリス総領事に任命された。1727年に在スペイン全権公使に昇格、公使として1729年のセビリア条約と1739年1月のパルド協定の交渉にあたった。しかしパルド協定は本国では不人気であり、やがて協定締結と同年にジェンキンスの耳の戦争が勃発して、キーンは帰国した。
帰国後の1740年1月にモルドン選挙区の補欠選挙で庶民院議員に当選、1741年イギリス総選挙でウェスト・ロー選挙区に鞍替えして再選した。このうち、ウェスト・ローでは1737年に議席に空きが生じたとき、キーンの議員就任が一度検討されたことがあり、ウォルポールは議会に登院できる人物を選ぶべきとして却下した。
1742年にウォルポールが失脚した後はキーンがパルド協定を締結したとして弾劾しようとしてする動きがあったが実現せず、1745年1月には年金支払長官に任命された。同1745年1月31日、王立協会フェローに選出された。しかしキーンは議員より外交官としてのキャリアに興味があり、同年8月には南部担当国務大臣の初代ニューカッスル公爵トマス・ペラム＝ホリスの認可を得て、在ポルトガルイギリス全権公使のチャールズ・コンプトン閣下と役職を交換した。
1746年夏にリスボンに着任した後、1748年にオーストリア継承戦争が終戦すると、キーンは1749年に再び在スペイン公使に任命された。2度目の在スペイン公使就任にあたり、英西間の通商条約締結、仏西間の家族協約の弱体化が主な任務であり、前者に関しては1750年10月のマドリード条約でイギリスが10万ポンドとひきかえにアシエントの権利を放棄したことで成功をおさめ、後者に関してはスペイン・オーストリア・サルデーニャ王国間のアランフエス条約（1752年6月）を起草したことである程度の成果を得た。さらに1754年7月には親仏派のスペイン宰相エンセナーダ侯爵を失脚させて、その後釜に親英派のリカルド・ウォールを就任させることに成功した。この功績により、1754年9月23日にバス勲章を授与された。同年より健康が悪化し、たびたび帰国を求めたが、毎度のように拒否された。1756年には七年戦争が勃発したが、在スペインフランス公使エマニュエル＝フェリシテ・ド・デュルフォールの横柄な態度がスペイン王フェルナンド6世の不興を買い、キーンはスペインを中立にとどまらせることに成功した。
1757年12月15日、生涯未婚のままマドリードで死去した。遺体は1758年3月に本国に運ばれ、4月にキングス・リンのセント・ニコラス教会に埋葬された。

## 評価
『英国議会史』によれば、同時代の人々からの評価が高い。このほか、20世紀初の歴史学者サー・リチャード・ロッジもキーンを数少ない有能な外交官と評した。

## 関連図書
- Keene, Benjamin (1933). Lodge, Richard (ed.). The Private Correspondence of Sir Benjamin Keene, K.B. (英語). Cambridge University Press.
  - Keene, Benjamin (29 January 2015) [1933]. Lodge, Richard (ed.). The Private Correspondence of Sir Benjamin Keene, K.B. (英語). Cambridge University Press. ISBN 978-1107475038。